# St.-Mauritius-Kirche (Altenmedingen)

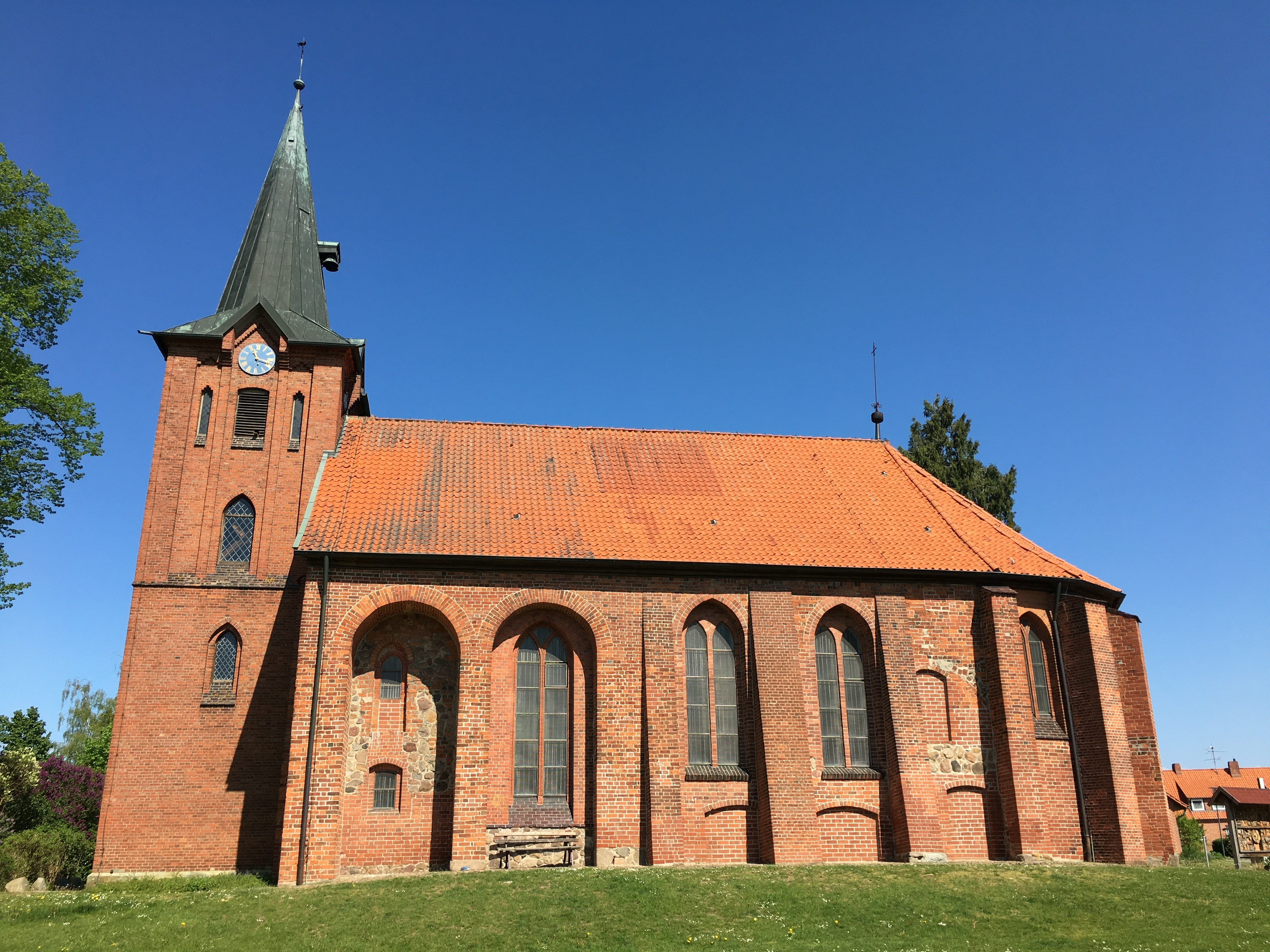
St.-Mauritius-Kirche in Altenmedingen

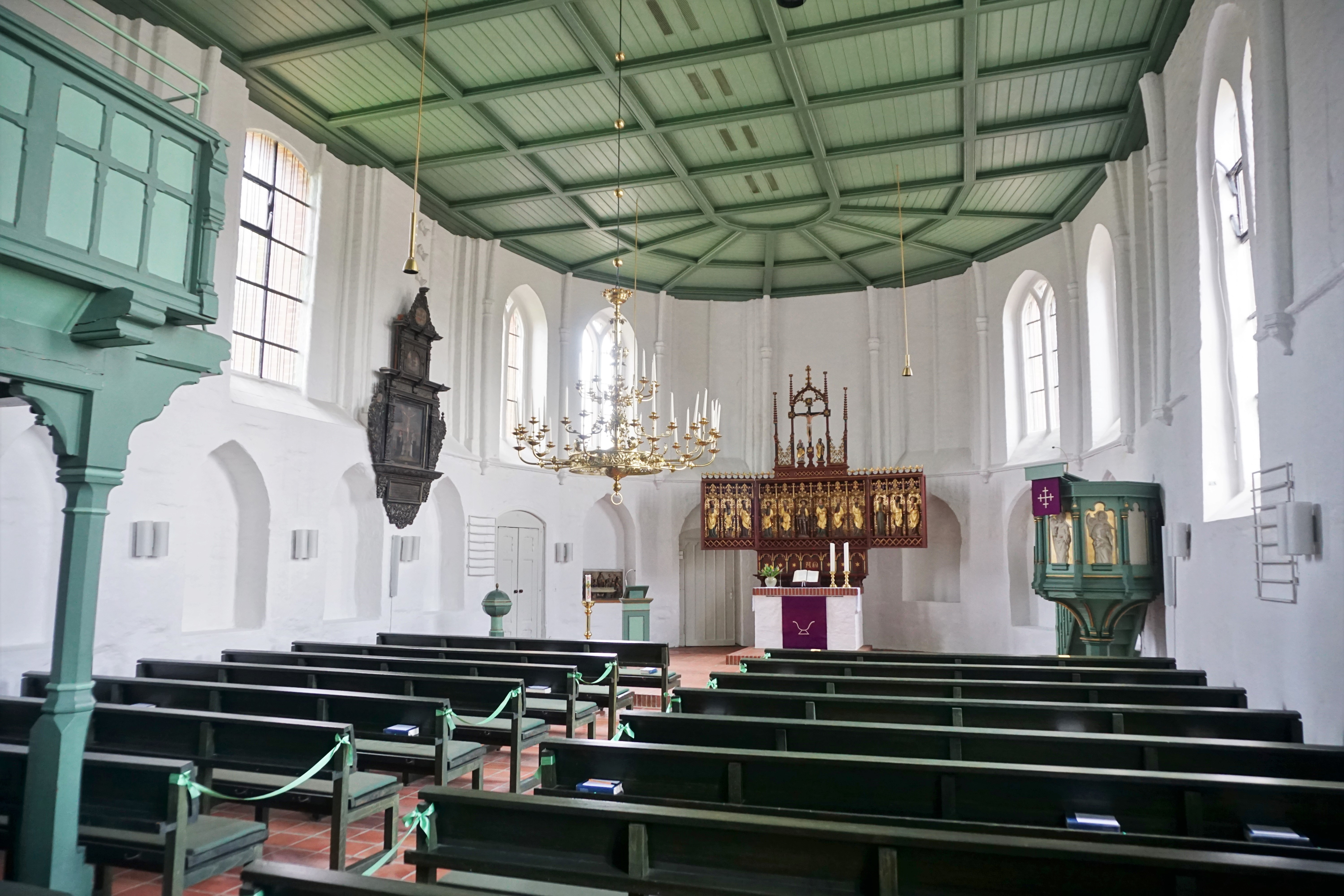
Blick in den Innenraum

Die evangelisch-lutherische St.-Mauritius-Kirche steht in Altenmedingen im niedersächsischen Landkreis Uelzen. Sie enthält das bemerkenswerte Altenmedinger Altarretabel aus dem 14. Jahrhundert.

## Lage
Die St.-Mauritius-Kirche steht am westlichen Rand des historischen Ortskerns Altenmedingens und ist über einen schmalen Pfad, der durch ein kleines Waldstück verläuft, von Westen zu erreichen. An einer kleinen Wiese direkt nördlich von der Kirche befinden sich einige wenige erhaltene Gräber sowie ein Kriegerdenkmal. Östlich liegt die örtliche Grundschule, deren Spielplatz sich direkt südlich von der Kirche befindet.

## Geschichte
Erstmals urkundlich erwähnt ist eine Wehrkirche am westlichen Ortsrand Altenmedingens im Jahr 1200, die vermutlich der welfischen Ministerialenfamilie Meding gehörte. Ein bereits 1237, im wenige Kilometer nordöstlich gelegenen Bohndorf gegründetes Kloster, wurde 1241 nach Altenmedingen verlegt und nutzte unter anderem den vorhandenen Kirchenbau. Dieser wurde am 24. August 1241 geweiht. 1336 verließ das Kloster Altenmedingen und zog nach Tzellensen, dem heutigen Medingen, um.
Die Baugeschichte der Kirche ist von vielen Veränderungen geprägt. Das ursprüngliche rechteckige Kirchenschiff aus Feldsteinen wurde vermutlich im 12. Jahrhundert errichtet und im 14. Jahrhundert um einen Chorraum aus Ziegelsteinen erweitert. Um 1820 wurde das Chorgewölbe durch eine Balkendecke ersetzt. 1869 wurde der bisherige runde Wehrturm der Kirche abgebrochen und ein neuer Westturm aus Backsteinen errichtet. Ein kleiner Sakristeianbau folgte im Jahr 1887. Zu Beginn des 20. Jahrhunderts wurden vorgemauerte Pfeiler und Rundbögen ergänzt.

## Architektur
Die Kirche gliedert sich in einen neuromanischen Kirchturm, ein schlichtes Langhaus und einen Chor. Diese drei Abschnitte heben sich durch eine unterschiedliche Formensprache voneinander ab. Der Westturm aus Backstein-Mauerwerk wird von einem achteckigen steilen und mit Kupferblech gedeckten Turmhelm bekrönt. Er hat einen quadratischen Grundriss und besitzt vier Stockwerke. An den Kirchturm schließt das rechteckige Langhaus an, dessen Grundsubstanz aus Feldstein-Mauerwerk besteht und bei Baumaßnahmen im Laufe der Zeit durch Backstein-Mauerwerk ergänzt wurde. Das Langhaus besitzt im Außenbau vorgemauerte Rundbögen. Der Chor wurde ebenfalls in Backstein-Mauerwerk errichtet. Der Chorraum und das Kirchenschiff besitzen eine flache Balkendecke. An den Chor schließt nordöstlich eine Sakristei an.

## Ausstattung
Der Altar besteht aus verputztem Ziegelmauerwerk und besitzt eine Mensa aus Sandstein. Der Altaraufsatz ist ein Reihenaltar und wurde mutmaßlich von Levin Storch Ende des 14. Jahrhunderts geschaffen. Um 1520 wurde ein Kreuzigungsaufsatz ergänzt. An der Südwand ist ein alter Altaraufsatz des Meisters Markus Richter aus dem Jahr 1656 angebracht.
Die Kanzel wurde im Stil der Neugotik hergestellt und zeigt in den Brüstungsfüllungen die vier Evangelisten. Die Sandsteintaufe stammt aus dem 19. Jahrhundert und ist mit einem Deckel aus Eichenholz versehen.
Die beiden Glocken im Turm stammen aus dem 13. Jahrhundert und 1716.

## Kirchliche Organisation
Zur Kirchengemeinde Altenmedingen, die zum Kirchenkreis Uelzen der Evangelisch-lutherischen Landeskirche Hannovers gehört, zählt neben der Kirche in Altenmedingen auch die St.-Mauritius-Kapelle in Bohndorf. Die Kirchengemeinde Altenmedingen ist seit Mai 2019 pfarramtlich mit den Kirchengemeinden der St.-Georgs-Kirche in Wichmannsburg und St. Michaelis in Bienenbüttel verbunden. Gottesdienste werden in der Kirche zweimal monatlich abgehalten.

## Galerie

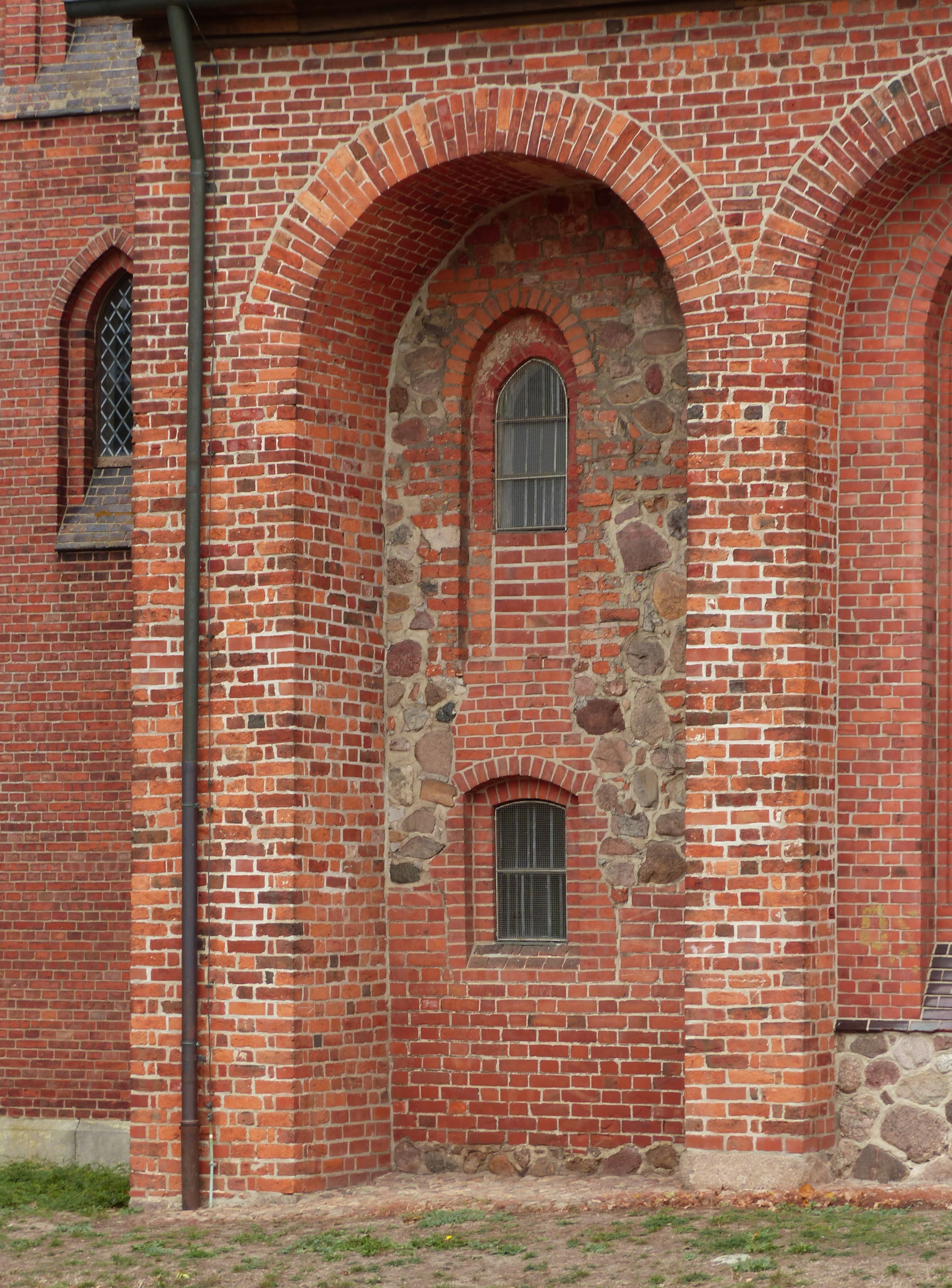
Detail der vorgemauerten Rundbögen
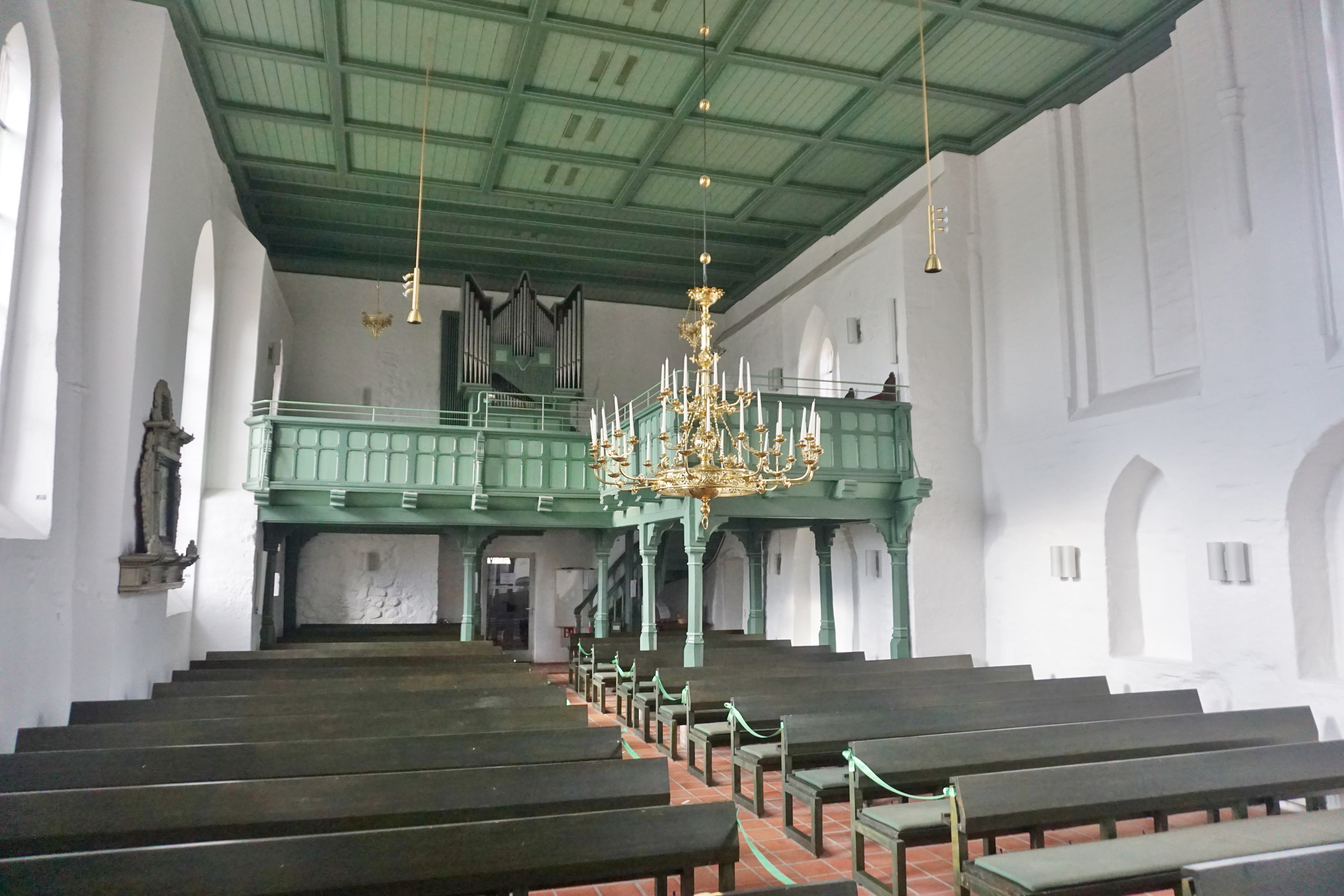
Blick zur Empore
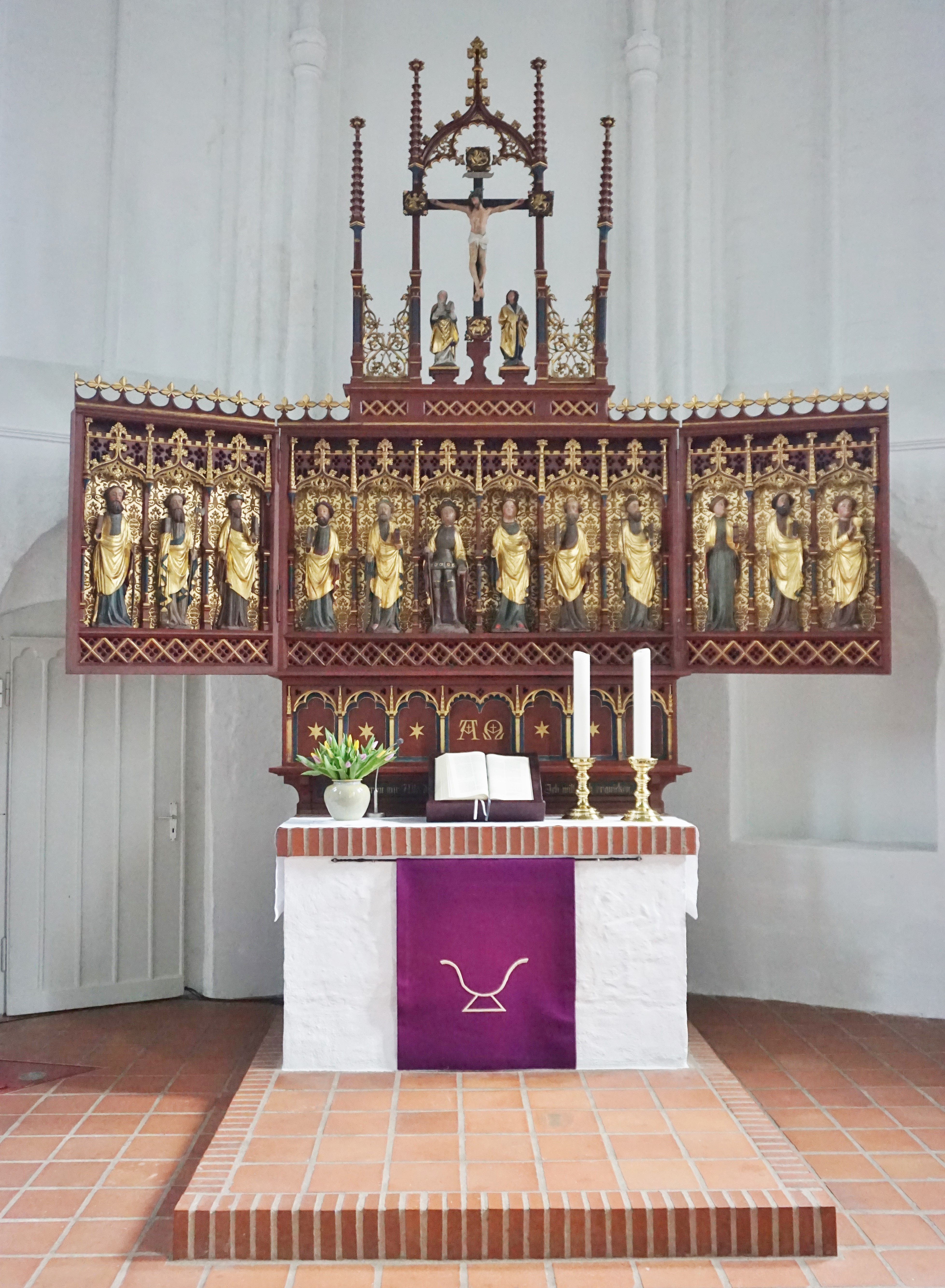
Altar mit wertvollem Altenmedinger Altarretabel
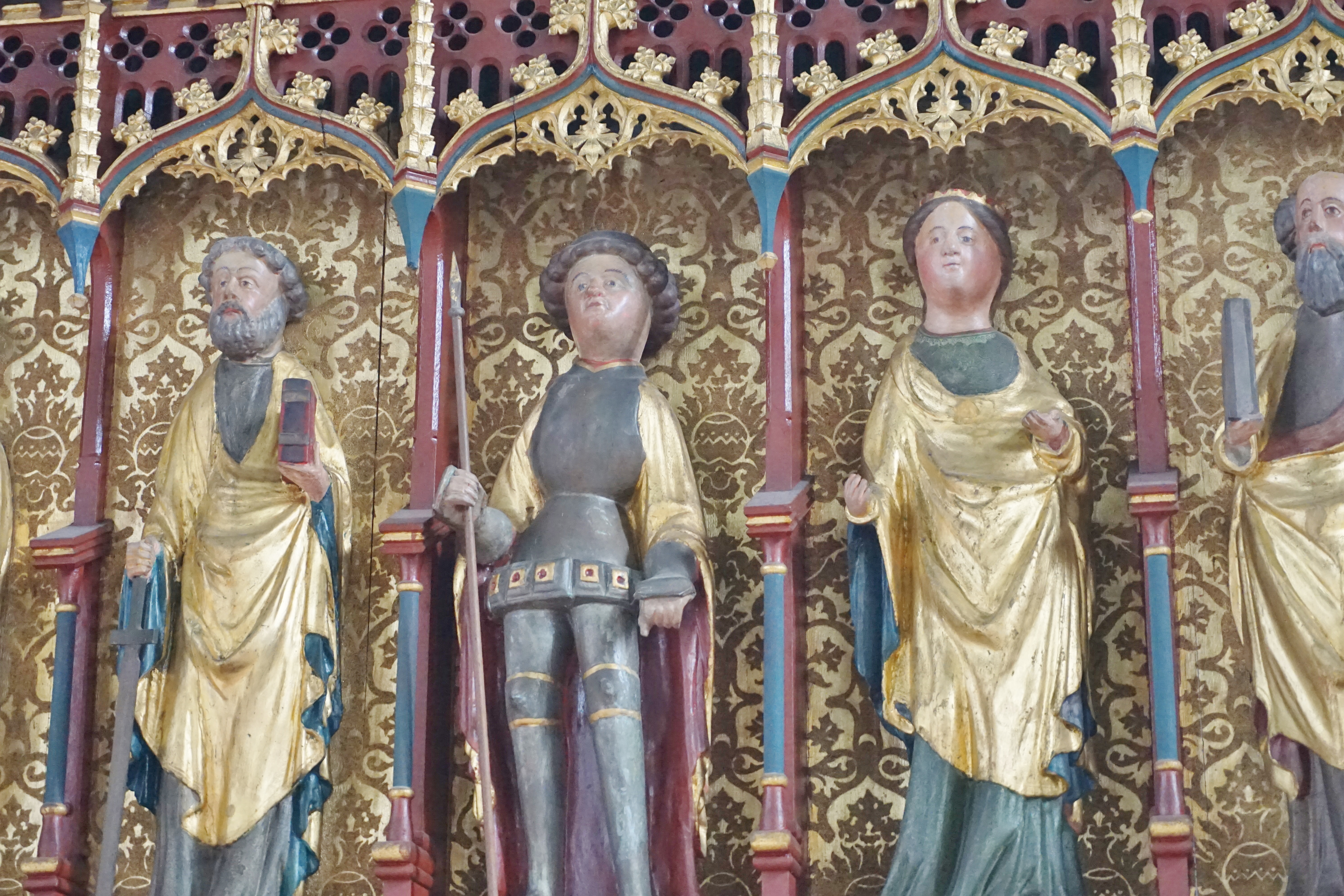
Detail des Altarretabels
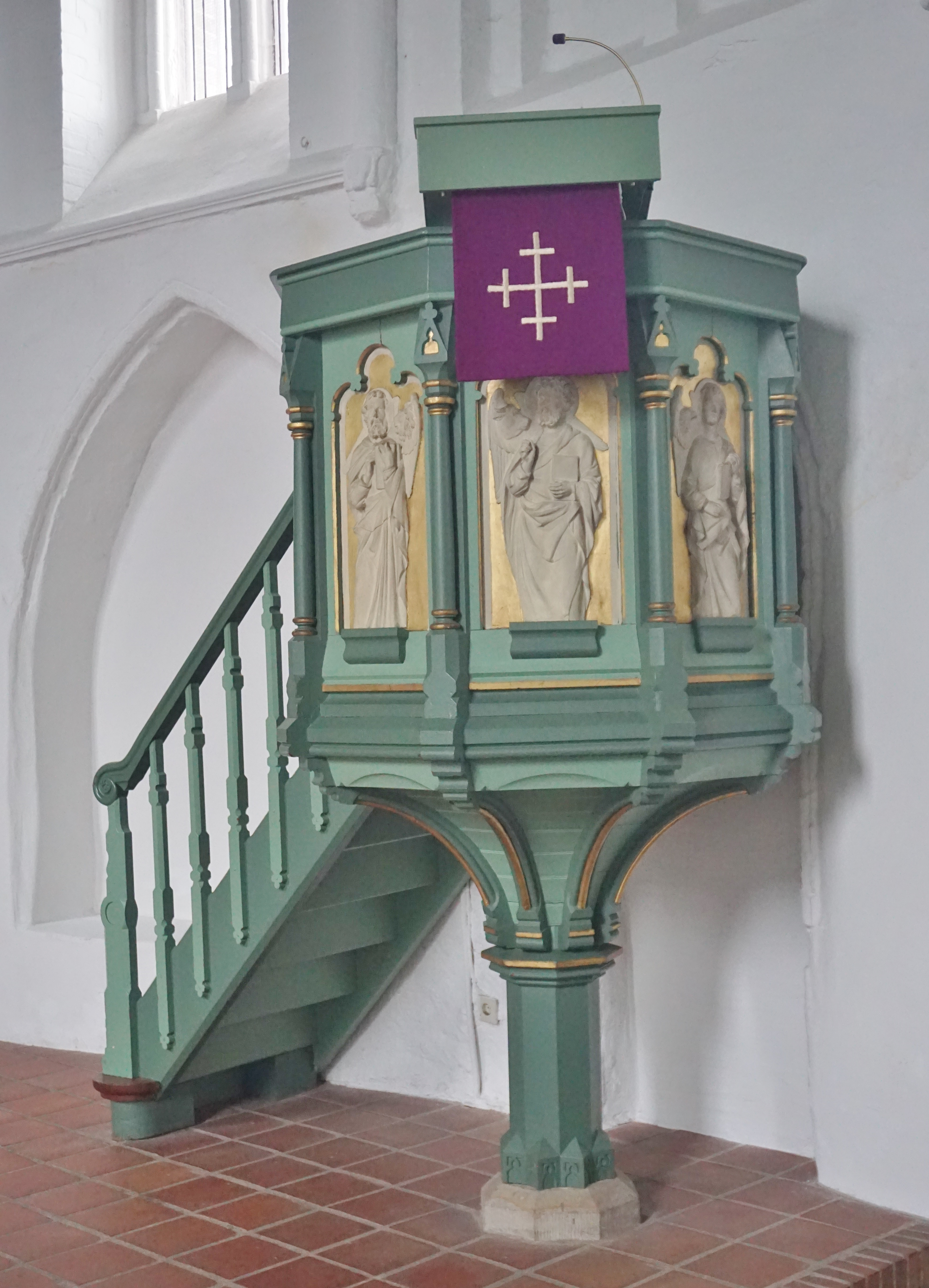
Kanzel
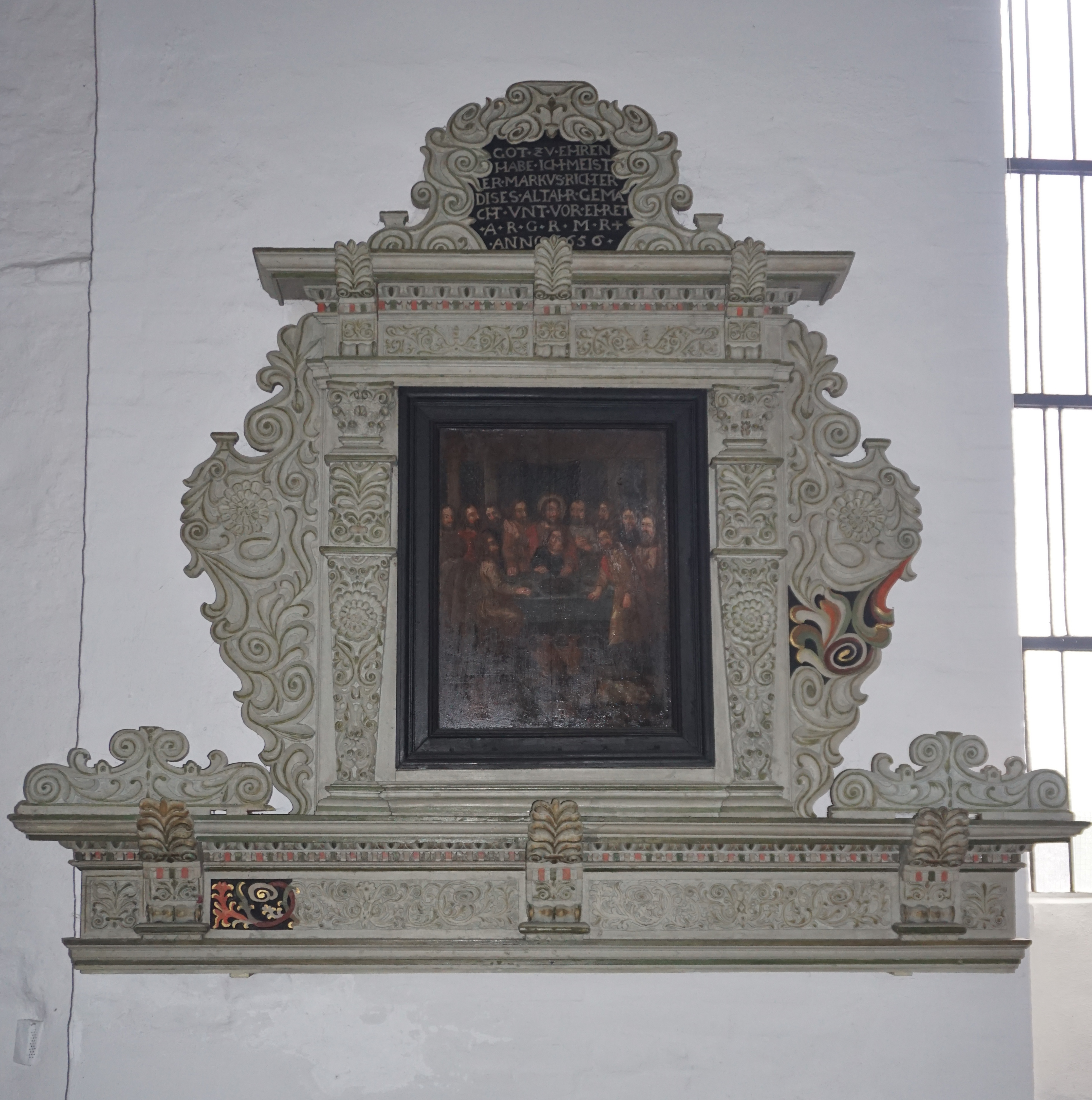
Retabel von Markus Richter
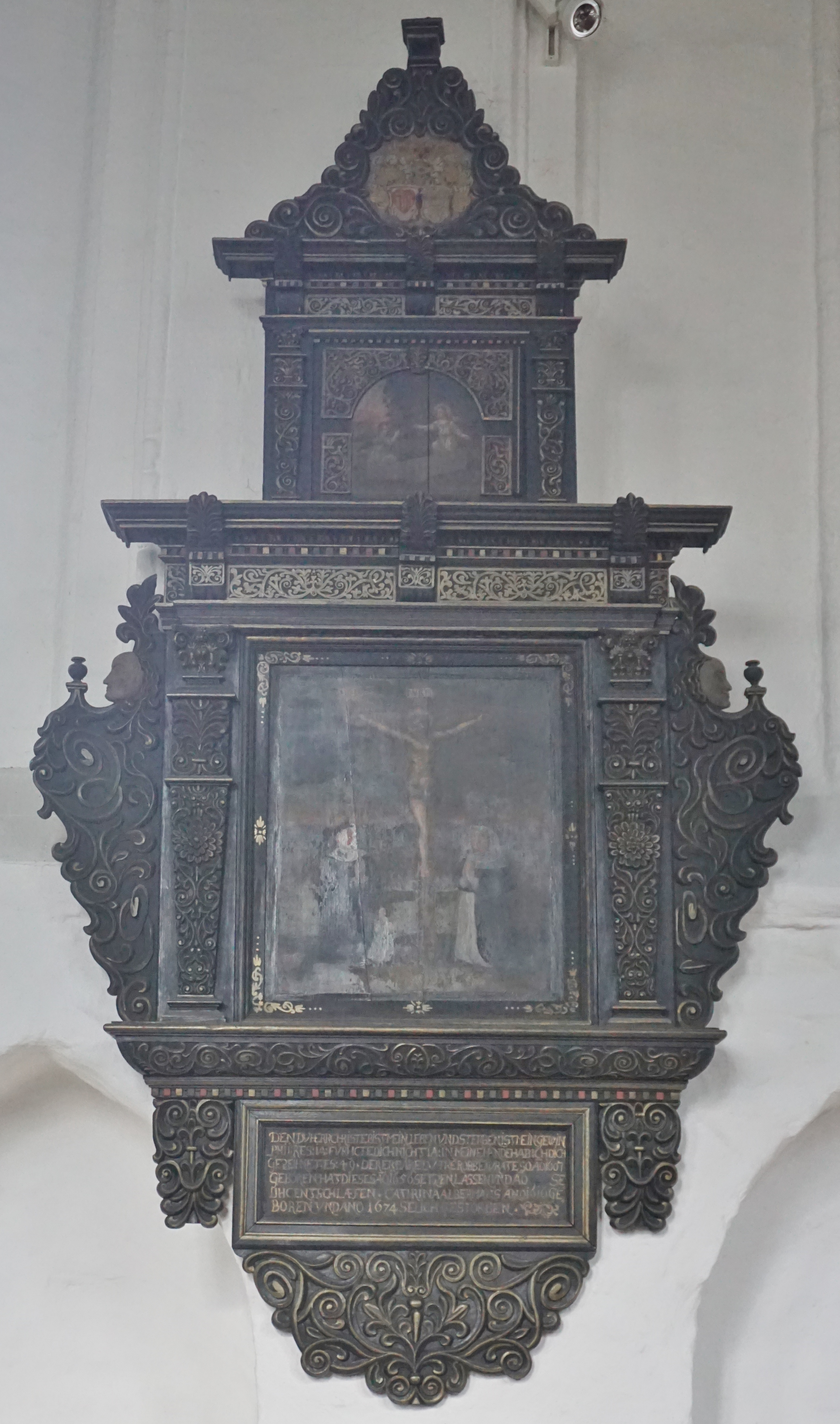
Epitaph an der Nordseite